# Alex Shearer
Pour les articles homonymes, voir Shearer.
 (mai 2017).
Alex Shearer (1949 - ) est un écrivain anglais qui habite à présent[Quand ?] dans la région du Somerset, en Angleterre.
Il a écrit une vingtaine de livres aussi bien pour enfants que pour adultes, plus tard adaptés pour la télévision et le cinéma.

## Œuvres
- Wilmot and Chips (1996)
- Box 132 (1997)
- The Computer Wizard (1997)
- Wilmot and Pops (1998)
- The Crush (1998)
- The Greatest Store in the World (1999)
- The Great Blue Yonder (2001)
- The Stolen (2002)
- Bootleg (2002) = Liberté, égalité, chocolat. A reçu le Prix Ado-Lisant en 2010.
- The Speed of the Dark (2003)
- Sea Legs (2003)
- The Fugitives (2004)
- The Lost (2004)
- The Great Switcheroonie (2005)
- The Hunted (2005)
- Tins (2006)
- I Was a Schoolboy Bridegroom (2006)
- Land Lubbers (2007)
- The Invisible Man's Socks (2007)
- Canned (2008)